# Berdeniella alemannica
Berdeniella alemannica är en tvåvingeart som beskrevs av Wagner 1982. Berdeniella alemannica ingår i släktet Berdeniella och familjen fjärilsmyggor. Inga underarter finns listade i Catalogue of Life.